# موریتس فولتس
موریتس فولتس (انگلیسی: Moritz Volz؛ زادهٔ ۲۱ ژانویهٔ ۱۹۸۳) یک بازیکن فوتبال اهل آلمان است.
از باشگاه‌هایی که در آن بازی کرده‌است می‌توان به ایپسویچ تاون، سن پائولی، باشگاه فوتبال ویمبلدون، آرسنال، باشگاه فوتبال فولام، شالکه ۰۴، مونیخ ۱۸۶۰ و باشگاه فوتبال میلتون کینز دونز اشاره کرد.
وی همچنین در تیم ملی فوتبال زیر ۲۱ سال آلمان بازی کرده‌است.